# Basken

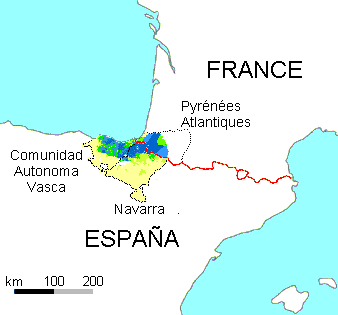
Baskisches Sprachgebiet am Golf von Biskaya

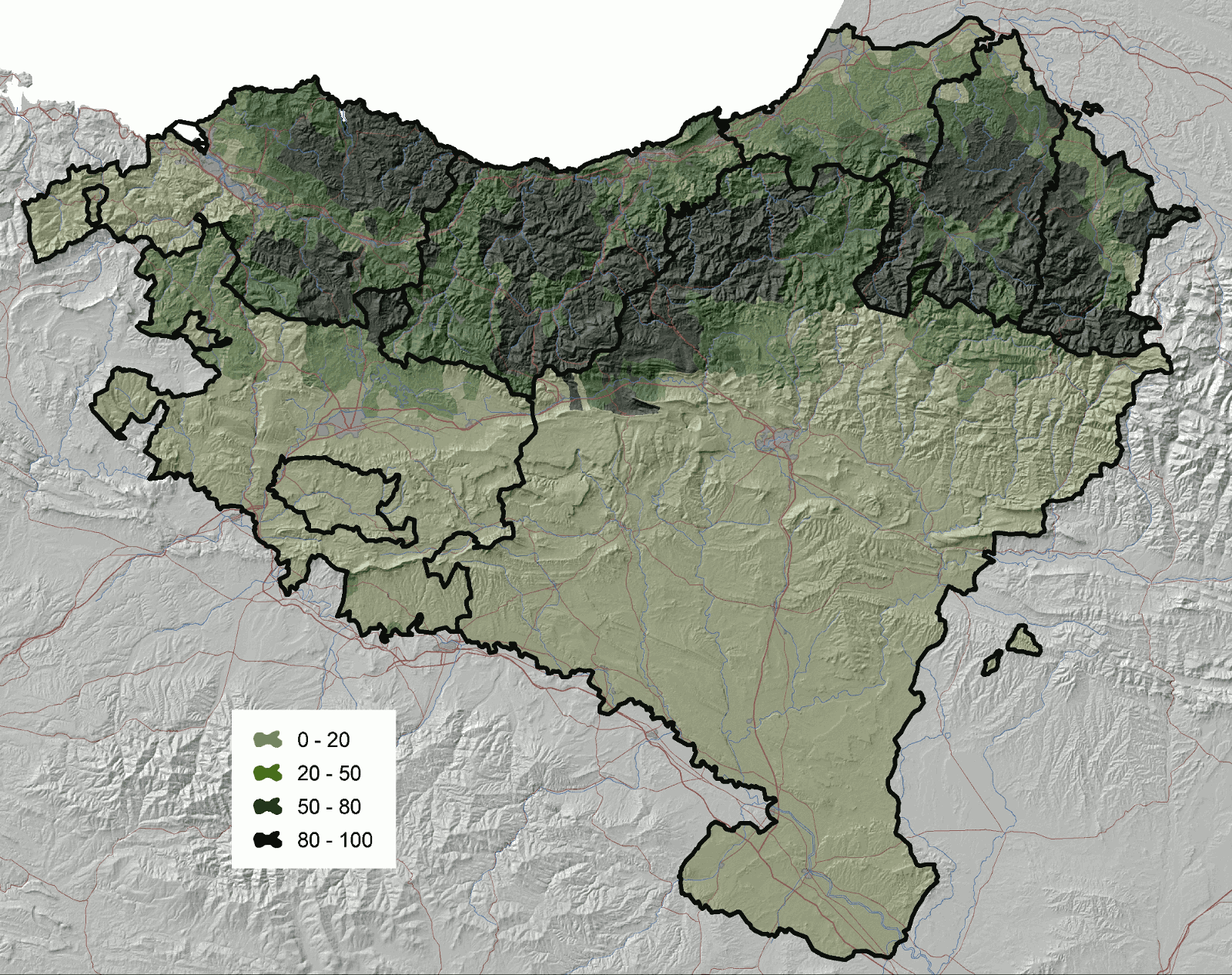
Baskisches Sprachgebiet (in den am dunkelsten eingefärbten Gebieten sprechen mehr als 80 % der Bevölkerung baskisch, in den hellsten weniger als 20 %)

Die Basken (Eigenbezeichnung Euskaldunak oder Euskal Herritar, spanisch Vascos, französisch Basques) sind die insbesondere durch die baskische Sprache (Euskara) und Kultur charakterisierte Bevölkerung in erster Linie des Baskenlandes, der spanisch-französischen Grenzregion am Golf von Biskaya. Sie stellen nach diesen kulturellen Kriterien eine eigene Ethnie und, als Volk ohne eigenen Staat oder verfasste Nation betrachtet, eine nationale Minderheit in beiden Ländern dar.
Die Bezeichnung Basken stammt vom Lateinischen vascones, ein Name, der ursprünglich auch für keltiberische Gruppen benutzt wurde, obwohl er etymologisch mit der Wurzel eusk- in Zusammenhang steht. Das Baskische gilt heute als isolierte Sprache, da weltweit keine ursprüngliche Verwandtschaft zu einer anderen Sprache nachgewiesen werden konnte, und ist vermutlich ein Relikt der vor den indogermanischen auf dem europäischen Kontinent gesprochenen Sprachen.
Die Sprecher der baskischen Sprache entstammen nach heutigem Erkenntnisstand auch der ursprünglichen Bevölkerung dieser Region; zumindest gibt es keine Hinweise auf eine frühere Besiedelung des Gebietes durch andere Sprachgruppen (Völker). In der Geschichte der Basken zeigt sich ein starkes Bestreben nach Eigenständigkeit und Selbstbestimmung wie auch nach Erhaltung der eigenen Sprache und Kultur.

## Begriffsverwendungen und Definitionen

### Begriffsverwendungen

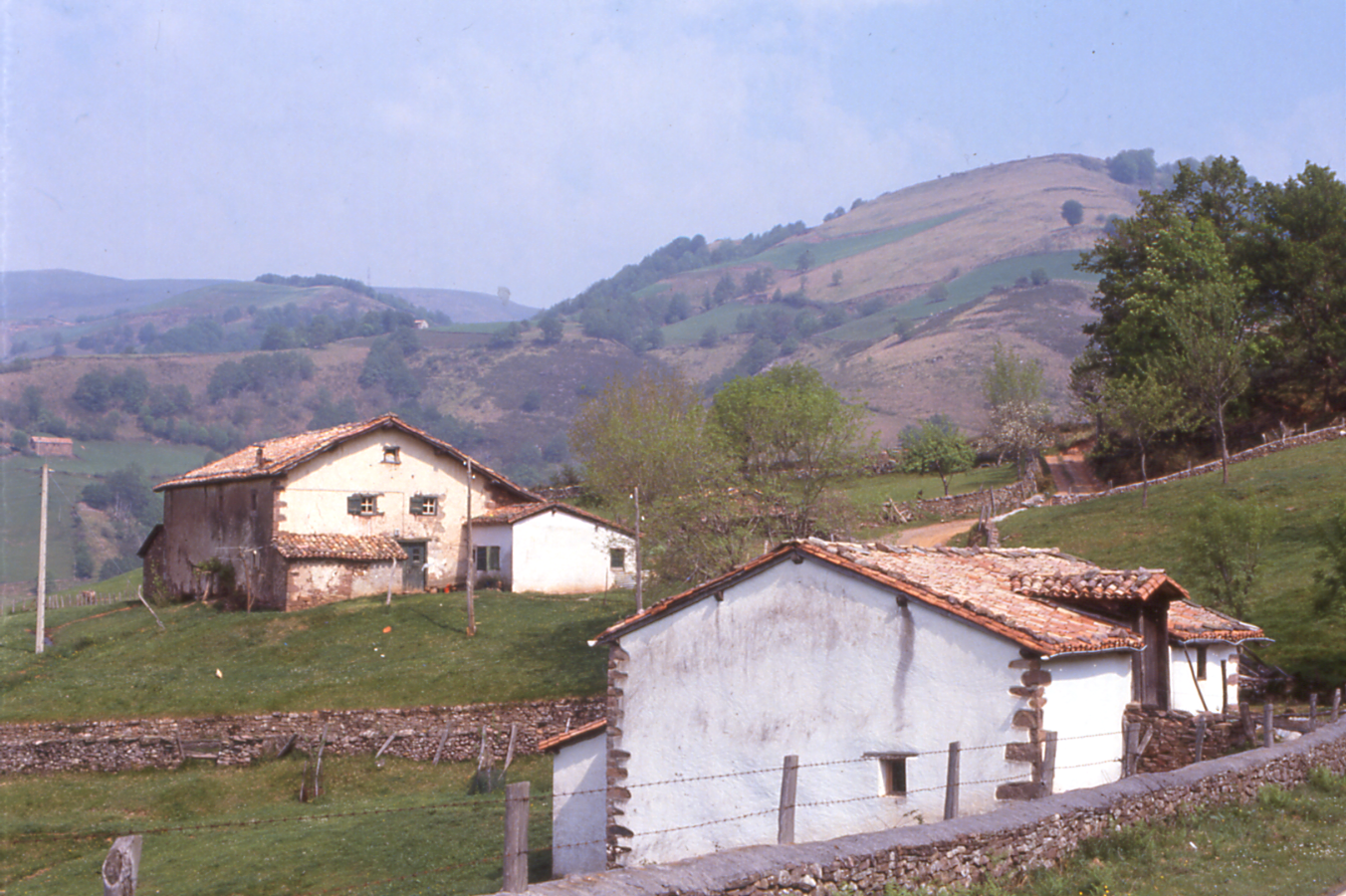
Bauernhöfe im stark baskisch geprägten Norden von Navarra

In den politischen und gesellschaftlichen Debatten wird der Begriff die Basken (bzw. Baske/Baskin) (wie häufig bei Ethnonymen) in zwei unterschiedlichen Bedeutungen benutzt, zum einen als Bezeichnung für eine ethnische Gruppe bzw. ein Volk der Basken, zum anderen als Bezeichnung für die Gesamtheit der Bevölkerung des Baskenlandes bzw. seiner (jeweiligen) Teile unabhängig von weiteren Gemeinsamkeiten. In beiden Verwendungsweisen ist der Begriff Basken nicht eindeutig definiert bzw. in der Definition umstritten; da weder über die Frage der Zugehörigkeit von Personen zu den ethnischen Basken noch über die territoriale Ausdehnung des Baskenlandes Einigkeit besteht. In beiden Fällen ist vor allem die konkrete Abgrenzung des Begriffs Basken in der jeweiligen Bedeutung (geografisch oder ethnisch) problematisch.
Im ersten Fall betrifft das die Frage der ethnischen Zuordnung von Personen, auf die nur eine bestimmte Anzahl der spezifisch baskischen Merkmale zutreffen (auch diese Merkmale sind umstritten). Im zweiten Fall, wenn der Begriff Basken im Sinne von die Bewohner des Baskenlands verwendet wird, umfasst das Abgrenzungsproblem die Frage nach der konkreten geografischen Ausdehnung des Baskenlandes.
Neben einer großen Anzahl Menschen, deren individuelle Zugehörigkeit (Baske oder Nicht-Baske) aufgrund fehlender von allen Seiten anerkannter Definitionen nicht objektiv geklärt werden kann, gibt es auch einen nicht unerheblichen Personenkreis, der von beiden Verwendungsweisen des Begriffs Basken relativ unstrittig erfasst wird, also Menschen, die in Gebieten leben, die eindeutig dem Baskenland zugerechnet werden und auf die alle wichtigen Merkmale (siehe unten) zutreffen, die der baskischen Ethnie zugeschrieben werden.
Heute ist es unter Wissenschaftlern z. T. umstritten, ob der Begriff der Ethnie im wissenschaftlichen Kontext noch zeitgemäß angewendet werden kann. Im konkreten Fall der Basken ändert dies allerdings nichts an den realen Gegebenheiten einer Bevölkerungsgruppe mit sehr weitreichenden Besonderheiten wie starkes Zusammengehörigkeitsgefühl, eigene Sprache, Kultur, Geschichte und Politik. Diese Besonderheiten sind das Produkt eines geschichtlichen und vorgeschichtlichen gesellschaftlichen Entwicklungsprozesses und konstituieren heute das, was je nach politischem Standpunkt oder wissenschaftlicher Auffassung als baskische Ethnie, Nation, Nationalität, nationale Minderheit, Bevölkerungsgruppe und Gesellschaft bezeichnet wird.
Auf Baskisch wird die Basken mit euskaldunak (deutsch: Sprecher des Baskischen) oder mit euskal herritar (deutsch: Volk des Baskenlandes) wiedergegeben. Dabei wird der Begriff euskaldunak, der eigentlich Baskischsprecher bedeutet, heute auch für ethnische Basken verwendet, die nicht Baskisch sprechen, und darüber hinaus bezeichnet der Begriff auch ganz allgemein alle Menschen, die die baskische Sprache erlernt haben, völlig unabhängig von ihrer Herkunft oder ihrem Wohnort. Der Begriff der baskischen Ethnie wird in den heutigen politischen Debatten nicht mehr verwendet, da er durch die biologisch-rassistische Ideologie, die (dem damaligen europäischen Zeitgeist entsprechend) den baskischen Nationalismus der Anfangszeit dominierte, heute immer noch mit dem Begriff der „Rasse“ in Zusammenhang gebracht wird. Entsprechend ist auch der Begriff euskotarrak (deutsch: ethnische Basken), eine Wortschöpfung von Sabino Arana, dem Begründer des baskischen Nationalismus (Abertzale), nicht mehr in Gebrauch.
Die heutige baskisch-nationalistische Politik verwendet meist die Begriffe Volk, Gesellschaft und Nation, während nichtnationalistische oder spanisch-nationalistische Kreise eher die Begriffe Gesellschaft und Nationalität bevorzugen und französische nationalistische Politiker von der Bevölkerung, Region und (kulturellen) Spezifität sprechen. Die baskisch-nationalistische Politik betont durch die Verwendung des Begriffs baskisches Volk zudem auch die Forderung nach der Verwirklichung des Selbstbestimmungsrechts der Völker, wie es von der UNO definiert wurde. In diesem Zusammenhang ist auch die Doppelbedeutung des Wortes Volk (spanisch pueblo) im Sinne von ethnisches Volk und im Sinne von Staatsvolk, eines angestrebten baskischen Staates, durchaus nicht ungewollt. Heftige Kontroversen löst auch die Verwendung des Begriffs baskische Nation aus, Politiker und Anhänger des baskischen Nationalismus unterstreichen mit dieser Begriffsverwendung den politischen Anspruch einer vollständigen, alle politischen und gesellschaftlichen Bereiche umfassenden, Gleichstellung der baskischen Nation neben der spanischen und der französischen.
Neben dem Begriff Basken (span.vascos) werden im spanischen Sprachgebrauch meist die Begriffe baskisches Volk (span. pueblo vasco), baskische Gesellschaft (span. sociedad vasca) und die baskischen Bürger (span. ciudadanía vasca) verwendet. Der erste Begriff bezieht sich stärker auf die ethnische Bevölkerungsgruppe der Basken, die letzteren Begriffe beziehen sich dagegen deutlicher auf die Gesamtheit der Bevölkerung des Baskenlandes. Auch diese drei Begriffe sind nicht eindeutig definiert und werden in der Politik je nach aktueller Problematik verwendet. Dabei verwenden die meisten politischen Akteure und Parteien beide Begriffe jedoch meist mit bestimmten Präferenzen. Im Statut der Autonomen Gemeinschaft des Baskenlandes (1979) ist beispielsweise in Artikel 1 vom Pueblo Vasco (baskisches Volk) die Rede, die spanische Verfassung verwendet die Formulierung: „Völker von Spanien“ (span.: pueblos de España) und bezeichnet diese auch als Nationalitäten.

### Definitionen

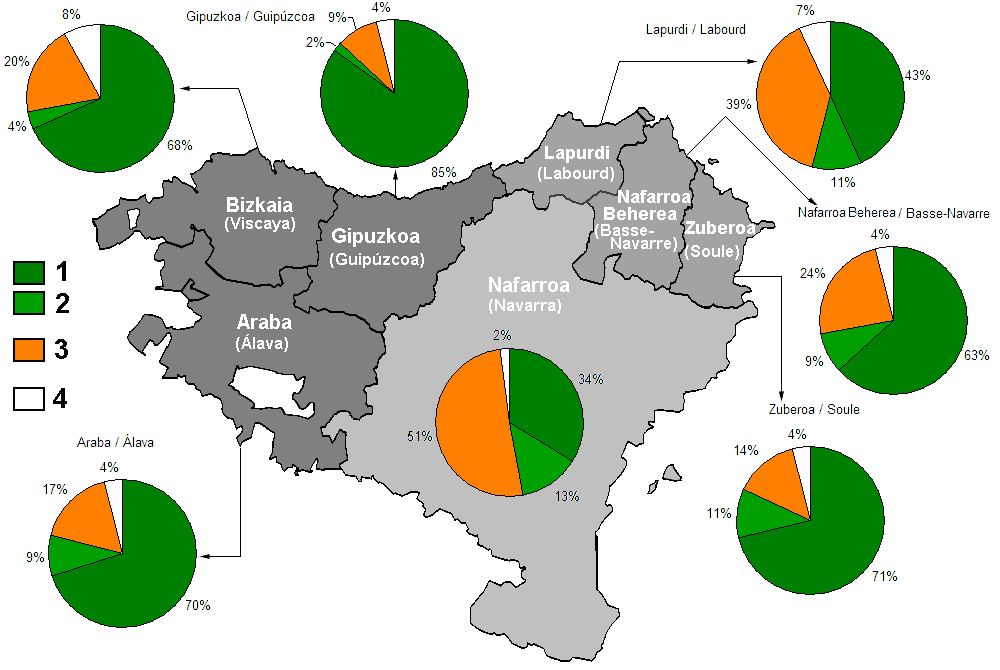
Klassifikation der Bevölkerung entsprechend kultureller Identität

Offizielle Sprachzonen Navarras seit 1986: baskisch-, gemischt- und spanischsprachige Gemeinden

Die Frage: „Wer ist ein Baske?“ oder „Wer sind die Basken?“ steht im Spannungsfeld des französischen, spanischen und baskischen Nationalismus. Auch innerhalb der ethnischen Gruppe der Basken sind diese Fragen nicht allgemein anerkannt geklärt. Es gibt mehrere gebräuchliche Definitionen, von denen fast alle aus der Kombination mehrerer Eigenschaften bzw. Merkmale bestehen oder aber bestimmte Merkmale oder Eigenschaften (still) voraussetzen. In der Praxis hängt es zudem von der jeweiligen Einstellung oder politischen Leitlinie ab, ob eine weit gefasste Definition verwendet wird (oder-Verknüpfung von Merkmalen/Eigenschaften/Voraussetzungen) bzw. ob die Definition sehr eng gefasst wird, z. B. nur ein Merkmal entscheidet oder mehrere Merkmale müssen erfüllt sein (und-Verknüpfung). Der Fußballverein Athletic Bilbao, der traditionell nur mit baskischen Spielern antritt, verwendet beispielsweise eine kombinierte Definition des Basken: Entweder wurde der Spieler im Baskenland geboren und/oder von Jugend an dort trainiert oder er ist ethnischer Baske, im Sinne von baskischen Vorfahren, d. h. Vorfahren die aus dem Baskenland stammen, die Anhaltspunkte dafür sind Familienname, Familiengeschichte und gelebte Kultur (z. B. Exil-Basken bzw. Bürgerkriegsflüchtlinge in Lateinamerika). Als Baskenland werden alle Provinzen angesehen, die zum baskischen Siedlungsgebiet gehören. Aber auch bei dieser weit gefassten Definition gilt als stille Grundvoraussetzung eine gewisse positive Einstellung zu baskischer Kultur, Sprache und Tradition; ein offen spanisch-nationalistischer Fußballspieler hätte keine Aufnahmechance.
Die folgenden relativ gebräuchlichen Definitionen umfassen einen beträchtlichen Personenkreis gleichermaßen, aber schließen teilweise zahlreiche Personen aus, die von anderen Definitionen mit eingeschlossen werden, die folgenden Definitionen werden z. T. durch andere Eigenschaften oder Merkmale ergänzt bzw. gelten nur unter gewissen Vorbedingungen, können und werden aber oft auch parallel verwendet (oder-Verknüpfung):
- „Basken sind die Einwohner des Baskenlandes.“ Diese Definition geht über die kulturellen Besonderheiten der Basken hinweg und umfasst mehrheitlich Personen, die nach anderer Definition keine Basken sind. Darüber hinaus kann das Baskenland unterschiedlich definiert werden. Es gibt die Baskische Autonome Gemeinschaft[10] (baskisch Euskal Autonomia Erkidegoa, spanisch Comunidad Autónoma Vasca) und das französische Baskenland (Iparralde = „Nordseite“, französisch Pays Basque). Das spanische Navarra wird je nach politischer Einstellung ganz, teilweise oder gar nicht dem Baskenland zugerechnet.
- „Basken sind die Sprecher (oder Muttersprachler) der baskischen Sprache.“ Diese Definition verwendet die Sprache als Zuordnungskriterium. Bei Nichtmuttersprachlern wird ein gewisser persönlicher Bezug zum Baskenland (Geburt, Wohnort, Abstammung o. ä.) meist zusätzlich vorausgesetzt.
- „Basken sind diejenigen, die sich als Angehörige eines baskischen Volkes betrachten und diese Identität über ihre spanische oder französische Staatsangehörigkeit stellen.“ Das tun nicht alle baskischen Muttersprachler.
- „Basken sind alle, die sich der baskischen Kulturgemeinschaft zugehörig fühlen, gleich, ob sie diese als Volk betrachten oder nicht.“ Auch diese Definition überlässt es dem Einzelnen, zu entscheiden, was er ist. Auch hier wird in der Praxis ein gewisser objektiver Bezug zum Baskenland (Sprache, Wohnort, kulturelle Aktivitäten usw.) vorausgesetzt, das heißt, alleine die Selbstverortung genügt nicht.
- „Basken sind im Baskenland geborene Personen mit baskischem Namen.“ Diese Definition enthält zwei der schon angedeuteten Probleme: zum einen die geografische Ausdehnung des Baskenlandes und zum anderen die sprachliche Zuordnung der Namen. Dabei stellt letztere in der Praxis meist kein größeres Problem dar, und da dies eine konservativ baskisch-nationalistische Definition ist, wird das Baskenland zumeist im Sinne von alle Provinzen des baskischen Siedlungsgebietes verstanden. Diese Definition lässt die individuelle Selbstdefinition und gelebte Kultur außer Acht.
- „Basken sind Menschen mit (überwiegend) baskischen Vorfahren“ (vergleiche Art. 116 Grundgesetz: Deutsche im Sinne Grundgesetzes). Diese Definition löst nicht den Konflikt zwischen den voran genannten, da auch die Identität der Vorfahren definiert werden muss. Sie wirft die Frage auf, wie viele Generationen zu betrachten sind, und lässt Selbstidentifikation und gelebte Kultur unbeachtet.

## Sprache
Die baskische Sprache ist als isolierte Sprache zu bezeichnen, weil in Europa und weltweit bisher keine ursprüngliche Verwandtschaft zu anderen Sprachen gefunden wurde. Daraus schließen manche Wissenschaftler, dass die Basken den Rest einer Bevölkerung darstellen, die im übrigen Europa von der Ausbreitung der indoeuropäischen Sprachen erfasst wurde. Einige Wissenschaftler, darunter der Germanist Theo Vennemann und der Mathematiker Peter Forster, sehen gewisse sprachliche Übereinstimmungen zu anderen europäischen Sprachen (Vaskonische Hypothese). Sie vermuten daher, dass Europa nach der letzten Kaltzeit (Eiszeit) vom iberisch-südfranzösischen Gebiet aus von den Ur-Basken besiedelt wurde und drei Viertel aller Europäer genetisch mit den Basken verwandt seien.

### Regionale Verbreitung

Unterschiede des Baskisch sprechenden Bevölkerungsanteils

In den Jahren 2000 / 2001 wurden in Spanien und Frankreich Volkszählungen durchgeführt, die auch Auskunft über die neuere zahlenmäßige Entwicklung des baskischen Sprachgebrauchs geben.
Für den kleinen französischen Teil des Baskenlandes, baskisch Ipar Euskal Herria („Nordbaskenland“), werden für 2001 etwa 82.000 (zweisprachige) Sprecher des Baskischen angegeben bei einer Gesamtbevölkerung von 246.000, also ein Drittel.
Von den 2.123.000 Einwohnern der Autonomen Gemeinschaft Baskenland, sprechen etwa 27 % Baskisch, 570.000 bis 580.000. Die Zahl derer, die ihre baskische Identität über die spanische Staatsbürgerschaft stellen, liegt höher, aber auch unter 50 % der Gesamtbevölkerung. 
In der Autonomen Gemeinschaft Navarra, baskisch Nafarroa, spricht im gebirgigen Norden ein beträchtlicher Teil der Einwohner Baskisch, in den übrigen Teilen aber nur wenige, so dass der Anteil der Baskischsprecher insgesamt nur bei 12 % liegt, 61.166 der etwa 600.000 Einwohner.

### Baskisch sprechende Bevölkerungsanteile

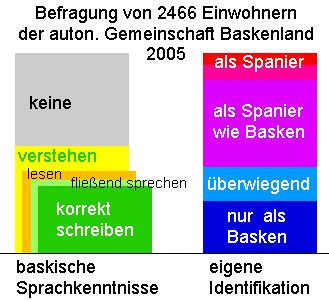
Befragung des staatlichen „CIS“ (Centro de Investigaciones Sociológicas) in der Baskischen Autonomen Gemeinschaft

Eine Umfrage unter 2.466 Bürgern in den drei Provinzen der Autonomen Gemeinschaft Baskenland ergab 2005 folgende Ergebnisse: Von den Befragten konnten
- 53,8 % Baskisch verstehen,
- 41,4 % es lesen,
- 37,2 % es fließend sprechen und
- 33,7 % korrekt Baskisch schreiben.

Von denselben 2.466 Personen bezeichneten sich
- 26 % ausschließlich als Basken,
- 21,8 % eher als Basken denn als Spanier,
- 38,5 % gleichermaßen als Basken und als Spanier,
- 4,3 % eher als Spanier denn als Basken,
- 3,8 % ausschließlich als Spanier.

(5,6 % antworteten „Weiß nicht“ oder „Keine dieser Optionen trifft zu“.)
Die Stichprobe hatte gegenüber der Gesamtbevölkerung einen überdurchschnittlich hohen Anteil an Baskischsprechern.

## Geschichte
In der Einführung zu seinem historische und kulturelle Aspekte verbindenden Buch: Die Basken. Eine kleine Weltgeschichte, schreibt Mark Kurlansky: „Wenn man bedenkt, wie klein die Gruppe der Basken ist, so haben sie beachtliche Beiträge zur Weltgeschichte geleistet. Im Zeitalter der Entdeckungsreisen waren sie Entdecker, welche Europa mit Nordamerika, Südamerika, Afrika und Asien verbanden. Beim Aufkommen des Kapitalismus gehörten sie zu den ersten Kapitalisten und experimentierten mit zollfreiem internationalen Handel und Preiskonkurrenz zur Brechung von Monopolen. Zu Beginn der Industriellen Revolution wurden sie führende Industrielle: Schiffsbauer, Stahlerzeuger und Fabrikanten. Heute, im Zeitalter der Globalisierung, sind sie gerüstet für eine Welt ohne Grenzen, auch wenn sie weiter an ihrer uralten Stammesidentität festhalten.“

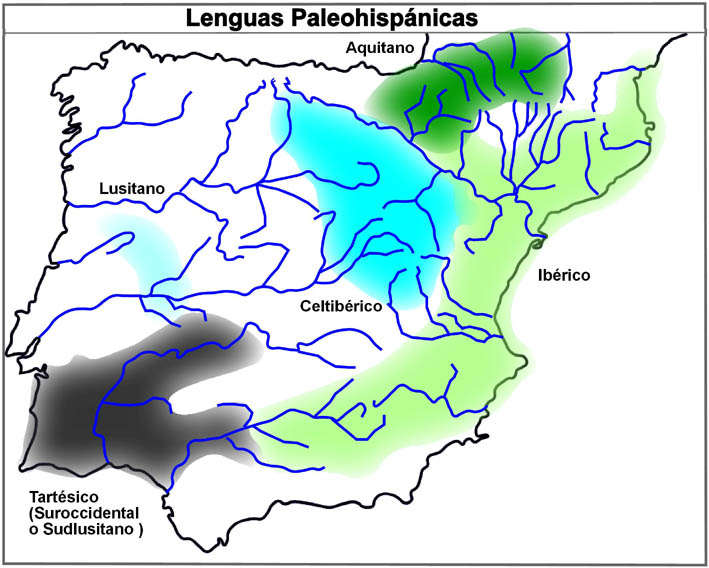
Vorrömische Sprachen:
- dunkelgrün Aquitanisch (Altbask.)
- hellgrün Iberisch
- leuchtend blau Keltiberisch

Da zusammenhängende Texte in baskischer Sprache erst seit dem 16. Jahrhundert erhalten sind, stützt sich das geschichtliche Wissen über die Basken weitgehend auf römische Quellen und Beschreibungen in Nachbarsprachen. Ein vielzitierter Münzfund aus dem 2. Jahrhundert v. Chr. zeigt nicht die Eigenbezeichnung der Basken, sondern die Fremdbezeichnung „Ba-S-Ku-N-E-S“. In Texten aus dem Römerreich werden die Stämme Vascones und Ausci erwähnt, letztere in Aquitanien außerhalb des heutigen baskischen Sprachgebietes. Auch sind vorrömische Ortsnamen erwähnt, die aus baskischen Wörtern bestehen, beispielsweise Eliumberrum („Neustadt“) für das heutige Auch. In seinem Eroberungsbericht De bello Gallico unterschied Caesar gleich im ersten Satz dieses Aquitanien vom eigentlichen Gallien. Teile dieser Stämme wurden romanisiert. Es entstanden lateinische Provinzialdialekte, die von baskischen Aussprachegewohnheiten geprägt waren.
Seit der Völkerwanderungszeit gehörten große Teile Galliens und des heutigen Spanien zum Westgotenreich, nicht aber das Baskenland und die Nordküste der Iberischen Halbinsel. Als ab 711 die Mauren die Iberische Halbinsel eroberten und weiter bis nach Poitiers vordrangen, gründete Karl der Große gleichsam als Vorfeldschutz des Frankenreiches die Spanische Mark. Nun lavierten die Basken an der Grenze zweier Machtblöcke. Und Basken waren es laut historischen Erkenntnissen, die den karolingischen Markgrafen Roland im Hochtal von Roncesvalles (baskisch Orreaga) besiegten und töteten und damit den Stoff für das Rolandslied bereitstellten. Nördlich und südlich der Pyrenäen politisch geeint waren die Basken jedoch nur einmal in ihrer Geschichte: zu Beginn des 11. Jahrhunderts unter König Sancho III. (* um 990, regierte 1000–1035), dem „König aller Basken“.
Den geographischen Gegebenheiten ihres Siedlungsgebiets entsprechend betätigten sich die Basken in vorindustrieller Zeit vor allem als (Berg-)Bauern mit einem ausgeprägten Sinn für Eigenständigkeit und Unabhängigkeit sowie als Fischer und Seefahrer. Dabei gelangten sie bis zu den ergiebigen Fanggründen im hohen Norden und wirkten auch bei den frühneuzeitlichen Entdeckungsreisen und als Konquistadoren in Mittel- und Südamerika für die aufstrebende Kolonialmacht Spanien mit. Gegenüber der spanischen Krone beanspruchten und erhielten sie Jahrhunderte hindurch Sonderrechte für die Selbstverwaltung: die Fueros. Ein weiteres Sondermerkmal in der Geschichte der Basken ist die frühe zivilrechtliche Gleichstellung der Frauen. Deren alltägliche Arbeitsleistungen riefen bei Wilhelm von Humboldt Erstaunen hervor: „In Rücksicht der Arbeitsamkeit scheinen beide Geschlechter in Biscaya und besonders im französischen Baskenland die Rollen vertauscht zu haben. Nirgends sah ich so viele und mühselige Arbeit verrichtet als hier […]; in Bilbao tragen sie, beim Ausladen der Schiffe, die schwersten Lasten, besonders Eisenstangen, mit denen dort häufig Handel getrieben wird, auf dem Kopf vom Fluss in die Gewölber; selbst in Schmieden sah ich sie mit dem Hammer beschäftigt.“

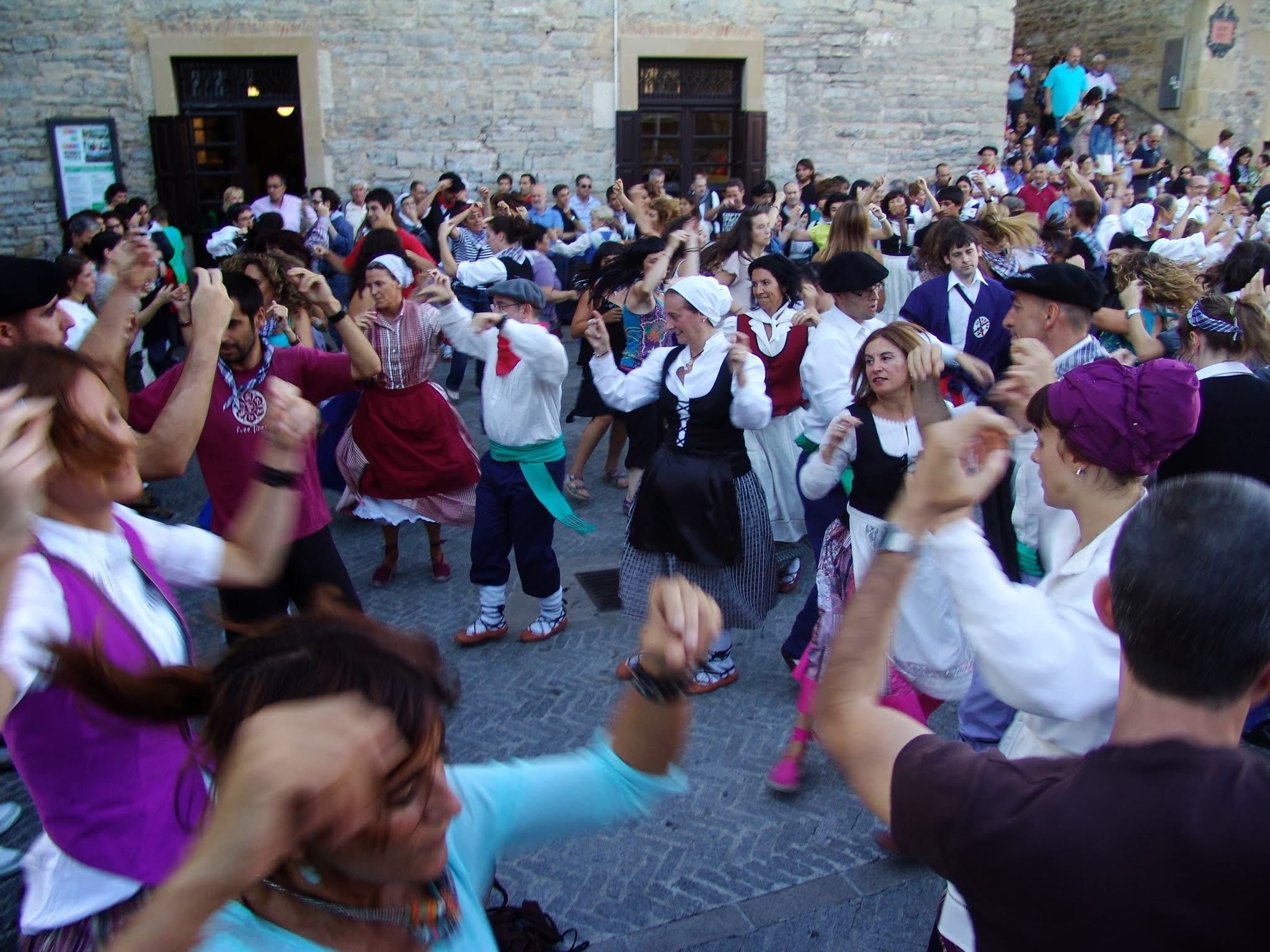
Volkstanz

Ansprüche auf Selbstbestimmung auch als Nationalität haben sich die Basken in Hegoalde bzw. Euskadi allen historischen Rückschlägen zum Trotz bewahrt, sowohl gegen die absolutistischen Anwandlungen der spanischen Krone als auch angesichts der Repressionen während der Franco-Diktatur. Als Autonome Gemeinschaft Baskenland ist es den Basken in Nordspanien gelungen, baskische Kultur wiederzubeleben, die baskische Sprache im Bildungswesen breit zu verankern und ihr auch durch ein spezielles Medienangebot Geltung zu verschaffen. Der jahrzehntelange, mit terroristischen Mitteln geführte Kampf der ETA für eine völlige Unabhängigkeit und Eigenstaatlichkeit der Basken endete 2018 mit der Selbstauflösung.